# Bran New KISS
《Bran New KISS》是韓國的男子組合U-KISS的第5枚迷你專輯，於2011年3月30日發行。唱片公司為NH Media。

## 概要
- 與上一張迷你專輯《BREAK TIME》相距約6個月。
- 《0330》為此專輯的主打曲目。
- 此專輯是成員AJ和Hoon加入後首張迷你專輯。

## 收錄內容

### CD
1. It's Time（Intro）
2. 0330
5th迷你專輯《Bran New KISS》主打曲目
3. 傷害我的話...（내게 아픈 말은...）
4. Every Day
5. I Don't Understand
6. Miracle